# Eötvös-effect
Het eötvös-effect is een verandering in de gemeten zwaartekracht als gevolg van oostwaartse of westwaartse snelheid waarmee het voorwerp beweegt. Wanneer het object in oostelijke richting beweegt wordt de hoeksnelheid van het object hoger (bovenop de rotatie van de aarde), en dus neemt ook de middelpuntvliedende kracht toe, wat een meetbare vermindering van de zwaartekracht veroorzaakt.
Aan het begin van de 20e eeuw voerde een Duits team van het Geodetisch Instituut van Potsdam zwaartekrachtmetingen uit aan boord van bewegende schepen in de Atlantische, Indische en Stille Oceaan. Tijdens het bestuderen van de resultaten merkte de Hongaarse edelman en natuurkundige Loránd Eötvös op dat de waarden lager waren wanneer de boot naar het oosten bewoog, en hoger wanneer deze naar het westen bewoog. Hij benoemde de afwijkingen toen al als een gevolg van de rotatie van de aarde. In 1908 werden nieuwe metingen gedaan in de Zwarte Zee op twee schepen, één varend naar het oosten en één naar het westen. De resultaten onderbouwden de bewering van Eötvös. Sindsdien gebruiken geodeten de volgende formule om te corrigeren voor snelheid ten opzichte van de aarde tijdens een meting.
{\displaystyle a_{r}=2\Omega u\cos \phi +{\frac {u^{2}+v^{2}}{R}}}
Hierin zijn:
{\displaystyle a_{r}} is de (extra) versnelling ten gevolge van het effect
{\displaystyle \Omega } is de rotatiesnelheid van de aarde
{\displaystyle u} is de snelheid in lengterichting (oost-west)
{\displaystyle \phi } is de breedtegraad waar de meting wordt uitgevoerd.
{\displaystyle v} is de snelheid in breedterichting (noord-zuid)
{\displaystyle R} is de straal van de aarde
De eerste term in de formule, 2 Ωu cos(φ), komt overeen met het eötvös-effect. De tweede term is een verfijning die onder normale omstandigheden veel kleiner is dan het eötvös-effect.

## Fysische verklaring
Het meest toegepaste ontwerp voor een gravimeter voor veldwerk is in principe een veer waar een massa aan hangt. De veerkracht werkt de zwaartekracht tegen. Een ideale veer gehoorzaamt aan de wet van Hooke: de veerkracht is precies evenredig met de uitwijking. Hoe sterker de zwaartekracht op een bepaalde locatie, hoe meer de veer wordt uitgerekt tot het gewicht precies wordt gedragen. De bewegende delen van de gravimeter worden gedempt waardoor deze minder gevoelig is voor invloeden van buitenaf die een trilling zouden kunnen veroorzaken.
Voor de berekening wordt aangenomen dat de interne massa een grootte heeft van tien kilogram. We nemen aan dat voor de landmeetkundeproef een transportmiddel wordt gebruikt dat een flinke snelheid heeft en zich zeer soepel voortbeweegt: een luchtschip. Laat de kruissnelheid van het luchtschip 25 meter per seconde zijn (90 km/u).

### Beweging langs de evenaar

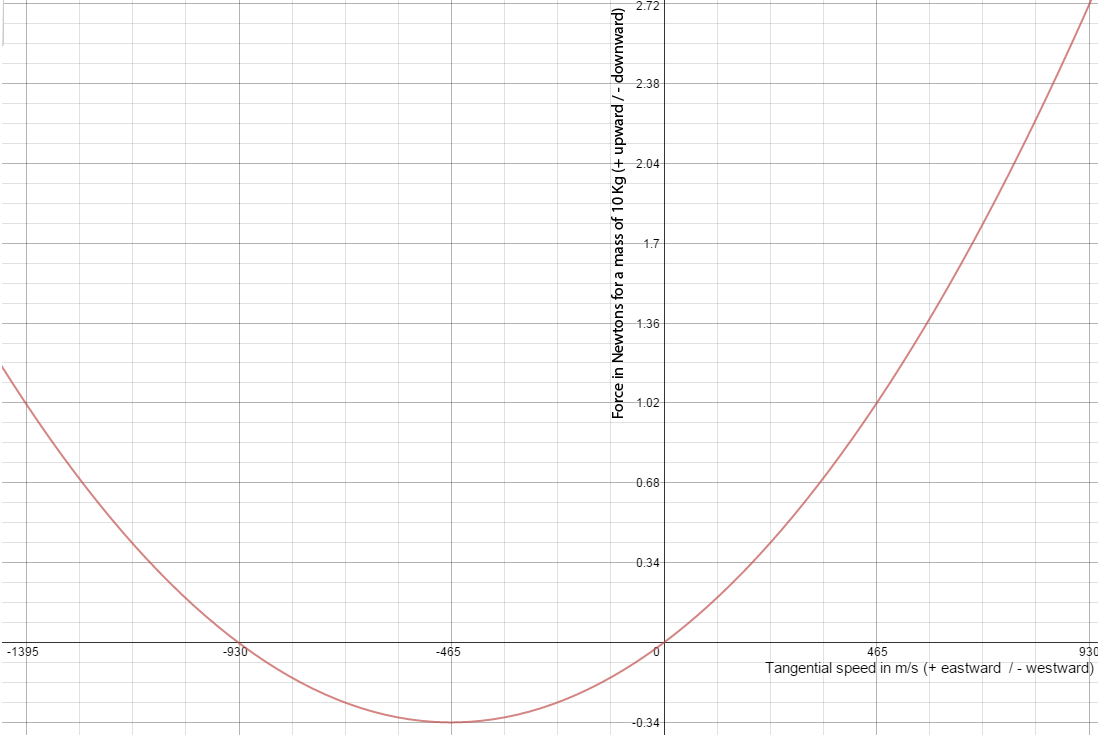
Grafiek van de kracht die een voorwerp van 10 kilogram ondervindt als functie van de snelheid waarmee het langs de evenaar van de aarde beweegt (gemeten binnen het roterende aardse referentiestelsel). (De positieve kracht in de grafiek is naar boven gericht. De positieve snelheid is naar het oosten gericht en de negatieve snelheid is naar het westen gericht).

Om te berekenen wat er nodig is om het "gewicht" van een gravimeter neutraal te laten hangen wanneer deze stilstaat ten opzichte van de aarde, moet rekening worden gehouden met de rotatie van de aarde. Op de evenaar is de snelheid van het aardoppervlak ongeveer 465 m/s (1.674 km/u). De hoeveelheid centripetale kracht die nodig is om een object langs een cirkelvormig pad te laten bewegen met een straal van 6.378 kilometer (de equatoriale straal van de aarde) met die snelheid van 465 m/s is ongeveer 0,034 newton per kilogram. Voor een massablok van 10 kg komt dat neer op ongeveer 0,34 newton. De benodigde ophangkracht is de massa van het interne gewicht, vermenigvuldigd met de zwaartekrachtsversnelling, minus die 0,34 newton. Met andere woorden: van elk object dat meedraait met de aarde op de evenaar, wordt het gemeten gewicht met 0,34% verminderd dankzij de middelpuntvliedende kracht van de draaiende aarde.
Als we met ons luchtschip met 10 m/s naar het oosten cruisen, wordt de snelheid 465 + 10 = 475 m/s. Daar hoort (in een meedraaiend referentiestelsel) een middelpuntvliedende kracht bij van ongeveer 0,0354 newton per kilogram. Gaan we de tegengestelde kant op, naar het westen, dan is de netto snelheid 465 − 10 = 455 m/s, wat ongeveer 0,0325 newton per kilogram veroorzaakt. Dus als de gravimeter op precies 10.000 gram geijkt wordt als het luchtschip oostwaarts beweegt, zal het na koersomkering een waarde van 10.003 gram aangeven ten gevolge van dit effect.
In hoogwaardige meteorologische modellen moet met dit effect op terrestrische schaal rekening worden gehouden. Luchtmassa's met een aanzienlijke snelheid ten opzichte van de aarde hebben de neiging om naar een andere hoogte te migreren, en wanneer de nauwkeurigheidseisen streng zijn, moet hiermee rekening worden gehouden.

### Afleiding van de formule voor vereenvoudigd geval
Een handzaam coördinatensysteem in deze situatie is het inertiaalsysteem dat meebeweegt met het massamiddelpunt van de aarde (en dus zelf niet draait ten opzichte van de aarde). Dan geldt het volgende: objecten die op het aardoppervlak in rust zijn, cirkelen om de aardas en hebben als alle cirkelende voorwerpen een centripetale versnelling ten opzichte van ons traagheidscoördinatenstelsel.
Wat we zoeken is het verschil in centripetale versnelling van het landmeetkundige luchtschip tussen stilstaan boven een punt op aarde en een snelheid hebben ten opzichte van de aarde. De volgende afleiding geldt uitsluitend voor beweging in oost-west of west-oost richting.
Notatie:
{\displaystyle a_{u}} is de totale centripetale versnelling bij verplaatsing langs het aardoppervlak.
{\displaystyle a_{s}} is de centripetale versnelling bij stilstand ten opzichte van de aarde.
{\displaystyle \Omega } is de hoeksnelheid van de aarde: één omwenteling per sterrendag .
{\displaystyle \omega _{r}} is de hoeksnelheid van het luchtschip ten opzichte van de hoeksnelheid van de aarde.
{\displaystyle \left(\Omega +\omega _{r}\right)} is de totale hoeksnelheid van het luchtschip.
{\displaystyle u=\omega _{r}R} is de snelheid van het luchtschip (snelheid ten opzichte van de aarde).
{\displaystyle R} is de straal van de aarde.
{\displaystyle {\begin{aligned}a_{r}&=a_{u}-a_{s}\\&=\left(\Omega +\omega _{r}\right)^{2}R-\Omega ^{2}R\\&=\Omega ^{2}R+2\Omega \omega _{r}R+\omega _{r}^{2}R-\Omega ^{2}R\\&=2\Omega \omega _{r}R+\omega _{r}^{2}R\\&=2\Omega u+{\frac {u^{2}}{R}}\\\end{aligned}}}
Het is gemakkelijk te zien dat de bovenstaande formule voor beweging langs de evenaar volgt uit de meer algemene vergelijking hieronder voor elke breedtegraad waar langs de evenaar v = 0,0 en {\displaystyle \cos \phi =1.0}
{\displaystyle a_{r}=2\Omega u\cos \phi +{\frac {u^{2}+v^{2}}{R}}}
De tweede term stelt de vereiste centripetale versnelling voor van het luchtschip om de kromming van de aarde te volgen. Het is onafhankelijk van zowel de rotatie van de aarde als de bewegingsrichting. Als een vliegtuig met gravimetrische meetinstrumenten bijvoorbeeld op constante hoogte over een van de polen vliegt, volgt de baan van het vliegtuig de kromming van de aarde. De eerste term in de formule is dan nul, omdat de cosinus van de hoek nul is, en de tweede term vertegenwoordigt dan de centripetale versnelling om de kromming van het aardoppervlak te volgen.

### Verklaring van de cosinus in de eerste term

De zwaartekracht en de normaalkracht. De resulterende kracht fungeert als de vereiste middelpuntzoekende kracht.

De wiskundige afleiding voor het eötvös-effect voor beweging langs de evenaar verklaart de factor 2 in de eerste term van de eötvös-correctieformule. Wat nog moet worden verklaard, is de cosinusfactor.
Door zijn rotatie is de aarde niet bolvormig: er is een equatoriale uitstulping. De zwaartekracht is gericht op het middelpunt van de aarde. De normaalkracht staat loodrecht op het lokale oppervlak.
Op de polen en op de evenaar zijn de zwaartekracht en de normaalkracht precies in tegengestelde richting. Op elke andere breedtegraad zijn de twee niet precies tegenovergesteld, dus er is een resulterende kracht, die naar de aardas werkt. Op elke breedtegraad is er precies de hoeveelheid centripetale kracht die nodig is om een gelijkmatige dikte van de atmosferische laag te behouden. (Dat komt doordat de aarde enigszins 'kneedbaar' is, en in de loop van de tijd zodanig is vervormd dat er een evenwicht is ontstaan.)
Het voorbeeld van een luchtschip is opnieuw handig om de krachten te bespreken die aan het werk zijn. Wanneer het luchtschip een snelheid heeft ten opzichte van de aarde in breedterichting, dan is het gewicht (zwaartekracht min centrifugale kracht t.g.v. aarddraaiing en eigen draaiing) van het luchtschip niet hetzelfde als wanneer het luchtschip stilstaat ten opzichte van de aarde (zwaartekracht min alleen centrifugale kracht t.g.v. aarddraaiing).
De eerste term van het eötvös-effect is evenredig met de component van de zich voordoende schijnkracht loodrecht op het lokale aardoppervlak, en wordt dus beschreven door een cosinuswet: hoe dichter bij de evenaar, hoe sterker het effect.